# ローラ・ドーン
ローラ・ドーン (Laura Dawn) は、アメリカ合衆国の政治活動家、シンガー/ソングライター。MoveOn.orgでは2004年からの文化部長を務め、2007年に全米クリエイティブ・ディレクターに就任した。

## 音楽活動
2001年に1作目のアルバム『ビリーヴァー』を、X JAPANのドラマーYOSHIKIが設立したエクスタシー・レコード・インターナショナルから発表。2作目のアルバムは、制作中にこのレーベルが活動を停止したために完成には至らなかった。モービーのプラチナ・ディスクの売り上げを記録したアルバム『ホテル』でボーカルとして参加し、2005年にはモービーの世界ツアーにも参加した。現在はモービーと、ミュージシャンで作曲家のダロン・マーフィー、ドラマーで作曲家のアーロン・A・ブルックスとのコラボレーション・プロジェクトを進めている。このプロジェクトの音楽はヴィンテージ・ブルース、犯罪映画、1960年代のサイケデリック・ロックにインスピレーションを受けている。

## MoveOn
ローラ・ドーンはMoveOnナショナル・メディア・ストラテジーズのクリエイティブ・ディレクターとして社内のクリエイティブ・エージェンシーと制作会社を統率し、MoveOnの全てのメディアとサービスをプロデュースしている。
2004年に、ブッシュの30秒広告コンテストの構想を立て、オンライン・コンテストと全国メディア・キャンペーンを開催し、「ブッシュ・イン30セカンズ」をプロデュースした。ベイク・セール・フォー・デモクラシーや「華氏911」キャンペーン、ヴァーチャル・ガレージ・セール、「50ミリオン・カウント」メディア・キャンペーン、バースーク・レコードによるMoveOnのCD、ケリー・キット、ヴォウト・フォー・チェンジ・ツアー、「10ウィークス: ドント・ゲット・マッド、ゲット・イーヴン」広告キャンペーン、ライブ・イベントなどといったMoveOnとMoveOn PACプロジェクトのため、全国キャンペーンとアーティスト、ミュージシャン、映画監督を広範囲に亘り手配した。
オリバー・ストーン、ジョン・キューザック、ダグ・リーマン、シェパード・フェアリーのほか、最近では公的医療保険制度を支持するウィル・フェレル、ジョン・ハム、ヘザー・グラハムら俳優などとコラボレートし、エンターテイメント業界と政界の間に入り、MoveOnの独創性あるコラボレーションで先頭に立っている。
オバマの大統領選キャンペーンを支持するヴィジュアル・アーティストと草の根アーティストの共同設立によるギャラリー・シリーズ「マニフェスト・ホープ」プロジェクトを共同プロデュースした。
2004年スタッフ・オブ・MoveOn.orgとして2004年のポール・ウェルストーン市民指導者賞を受賞したほか、映像美術館に3作の政治広告、オリヴィア・ワイルド主演した完全双方向型GOTVビデオを脚本・プロデュースし、新天地を開拓した。

## ハリケーン・カトリーナ
2005年、MoveOn.orgシビック・アクションのハリケーン住宅支援プログラムをストーリー化し、バラク・オバマによるはしがきも盛り込まれた書籍『It Takes a Nation: How Strangers Became Family in the Wake of Hurricane Katrina』を編集。MoveOnシビック・アクションのメンバーがMoveOn.orgを有名にした革新的オンライン管理技術を駆使し、ハリケーン・カトリーナの被害にあった30,000人を超える避難者に住宅を提供した。

## 映画
2008年、ナオミ・ウルフの同名の著書を映画化した『ジ・エンド・オブ・アメリカ』をプロデュースした。2009年、MoveOn.orgの1998年から2008年までの軌跡を描いたドキュメンタリー『ムーヴ・オン: ザ・ムービー』に出演。2010年には、オリバー・ストーン監督の『ウォール・ストリート』で役者デビュー。キャリー・マリガン演じる「ウィニー」の同僚の役であった。「ウィニー」はローラの活動家としての面に基づいた役柄で、マリガンは撮影に先立ってローラのもとで数ヶ月にわたって研修を受けた。

## 書籍
- ローラ・ドーン編『It Takes a Nation: How Strangers Became Family in the Wake of Hurricane Katrina』ISBN 1-932771-86-7